# Jive at Five
Jive at Five — студійний альбом американського джазового трубача Джо Ньюмена, випущений у 1960 році лейблом Swingville.

## Опис
Альбом вийшов на лейблі Swingville, дочірньому Prestige Records і створений у дусі Каунта Бейсі. Квінтет включає трьох учасників гурту Бейсі: трубача Джо Ньюмена, тенор-саксофоніста Френка Весса і басиста Едді Джонса. Також з ними грають піаніст Томмі Фленаган і ударник Олівер Джексон; Ньюмен з колегами виконують чотири старі стандарти і пару власних композицій соліста у давній блюзовій традиції.

## Список композицій
1. «Wednesday's Blues» (Джо Ньюмен) — 9:05
2. «Jive at Five» (Каунт Бейсі, Гаррі Едісон) — 5:35
3. «More Than You Know» (Вінсент Юманс, Едвард Еліску, Біллі Роуз) — 3:59
4. «Cuein' the Blues» (Джо Ньюмен) — 4:33
5. «Taps Miller» (Каунт Бейсі, Луї Расселл) — 8:18
6. «Don't Worry 'bout Me» (Руб Блум, Тед Колер) — 4:39

## Учасники запису
- Джо Ньюмен — труба
- Френк Весс — тенор-саксофон
- Томмі Фленаган — фортепіано
- Едді Джонс — контрабас
- Олівер Джексон — ударні

Технічний персонал
- The Sound of America — продюсер
- Руді Ван Гелдер — інженер
- Нет Гентофф — текст